# Chris Eaton
Chris Eaton (* 27. November 1987 in Guildford, England) ist ein ehemaliger britischer Tennisspieler.

## Karriere
Chris Eaton spielte hauptsächlich auf der ATP Challenger Tour und der ITF Future Tour. Er konnte 3 Einzel- und 22 Doppelsiege auf der ITF Future Tour feiern. Auf der ATP Challenger Tour gewann er einzig das Doppelturniere in Dallas. Zum 2. Mai 2011 durchbrach er erstmals die Top 150 der Weltrangliste im Doppel und seine höchste Platzierung war der 147. Rang im Mai 2011.
Chris Eaton spielte im Jahr 2009 einmalig für die britische Davis-Cup-Mannschaft und kam im Einzel zu einer Bilanz von 1:1.
Im Juni 2012 spielte Eaton in Wimbledon sein letztes Profimatch. 2013 wurde er das letzte Mal in der Rangliste geführt.
Er moderierte im Herbst 2012 The touchtennis Show. 2016 gehörte er zum Trainerteam der Wake Forest University. Er war außerdem Trainer von Henri Kontinen.

## Erfolge
| Legende (Anzahl der Siege)  |
| Grand Slam                  |
| ATP World Tour Finals       |
| ATP World Tour Masters 1000 |
| ATP World Tour 500          |
| ATP World Tour 250          |
| ATP Challenger Tour (1)     |

### Doppel

#### Turniersiege
| Nr. | Datum            | Turnier | Belag         | Partner        | Finalgegner               | Ergebnis           |
| --- | ---------------- | ------- | ------------- | -------------- | ------------------------- | ------------------ |
| 1.  | 11. Februar 2012 | Dallas  | Hartplatz (i) | Dominic Inglot | Nicholas Monroe Jack Sock | 6:76, 6:4, [19:17] |